# Daltonia tristaniensis
Daltonia tristaniensis är en bladmossart som beskrevs av Dixon in Christophersen 1960. Daltonia tristaniensis ingår i släktet Daltonia och familjen Daltoniaceae. Inga underarter finns listade i Catalogue of Life.